# Аркадій (Трохановський)
Аркадій Трохановський (нар. 6 січня 1973, Шпротава) — єпископ Української греко-католицької церкви, з 23 січня 2021 року — єпарх Ольштинсько-Ґданської єпархії.

## Життєпис
Народився 6 січня 1973 року у Шпротаві. У 1994–2000 роках навчався в Люблінській духовній семінарії. Був висвячений на священника 29 липня 2000 року у Вроцлаві владикою Володимиром Ющаком, єпископом Вроцлавсько-Ґданським.
У 2000–2001 роках він був вікарієм у Вроцлаві, Срьоді-Шльонській, Олаві та Олесниці. Вищі богословські студії здобував на Папському богословському факультеті у Вроцлаві, а в 2012 році став доктором богослов'я з екуменізму на Богословському факультеті Університету Адама Міцкевича в Познані.
У 2001 році він став парафіяльним священником у Валчі. У 2001–2016 роках він був парохом парафії у Щецинеку.
З 2006 року — член Душпастирської ради, а з 2010 року — протопресвітер (декан) Кошалінського деканату.

## Єпископ
25 листопада 2020 року Папа Франциск створив Ольштинсько-Ґданську єпархію візантійсько-українського обряду в Польщі та призначив її першим єпископом отця Аркадія Трохановського.
Єпископська хіротонія відбулася 23 січня 2021 року катедральному соборі Покрови Пресвятої Богородиці в Ольштині. Головним святителем був Блаженніший Святослав, Глава УГКЦ, співсвятителями — владика Євген Попович, архиєпископ і митрополит Перемисько-Варшавський, і владика Григорій Комар, єпископ-помічник Самбірсько-Дрогобицької єпархії. Наприкінці Літургії Блаженніший Святослав увів єпископа Аркадія Трохановського на престол новоутвореної Ольштинсько-Ґданської єпархії.